# نور الدين الوتري
نور الدين الوَتَري (1261 - 1322 هـ / 1845 - 1904 م) هو محدث ، من أهل المدينة.
هو نور الدين أبو الحسن محمد علي بن ظاهر الوتري الحسني النجفي المدني. ولد وتوفي بالمدينة. من آثاره «التحفة المدنية في المسلسلات الوترية» و «الكلام على قول الغزالي: ليس في الإمكان أبدع مما كان».